# 5436 Eumelos
5436 Eumelos (1990 DK) là một Trojan của Sao Mộc được phát hiện ngày 20 tháng 2 năm 1990 bởi Shoemaker, C. S. ở Palomar.